# أرادو في الأولى
أرادو في الأولى (بالإنجليزية: Arado V I) هي نموذج طائرة ركاب ونقل بريد، تتسع لأربعة ركاب. أنتجت في ألمانيا. من صناعة أرادو للطائرات. كان أول طيران لها في 1927.